# Hemidactylus ansorgii
Hemidactylus ansorgii là một loài thằn lằn trong họ Gekkonidae. Loài này được Boulenger mô tả khoa học đầu tiên năm 1901.